# Страдомская, Елена Ивановна
Елена Ивановна Страдо́мская (1900—1959) — советский театральный режиссёр. Заслуженный деятель искусств РСФСР (1947). Лауреат Сталинской премии первой степени (1949).

## Биография
Е. И. Страдомская родилась 21 мая (3 июня) 1900 года. Училась в драматической мастерской в Симферополе (1920—1921), в Москве в студии имени Ф. И. Шаляпина (1924—1926). В 1926—1927 годах актриса, затем режиссёр-педагог в Студии Малого театра (руководитель Ф. Н. Каверин). В 1930-е годы режиссёр ТРАМа Пролетарского района, ТРАМа Ленсовета, Московского театра Ленсовета. В 1937—1948 годах режиссёр Московского театра драмы, в 1948—1950 годах — ГАМТ, с 1950 года — МАДТ имени Моссовета.
Е. И. Страдомская скончалась 2 декабря 1959 года. Похоронена в некрополе Донского монастыря.

## Творчество
- 1940 — «Дворянское гнездо» И. С. Тургенева; «Мария Стюарт» Ф. Шиллера
- 1942 — «Русские люди» К. М. Симонова (совместно с Н. М. Горчаковым)
- 1943 — «Фронт» А. Е. Корнейчука (совместно с Н. М. Горчаковым)
- 1947 — «Молодая гвардия» А. А. Фадеева (совместно с Н. П. Охлопковым)
- 1948 — «Московский характер» А. В. Софронова (совместно с А. Д. Диким)
- 1951 — «Шторм» В. Н. Билль-Белоцерковского (совместно с Ю. А. Завадским)

## Награды и премии
- орден «Знак Почёта» (26.10.1949)
- Сталинская премия первой степени (1949) — за постановку спектакля «Московский характер» А. В. Софронова на сцене Малого театра[1]
- Заслуженный деятель искусств РСФСР (1947)